# Carpathian Wolves
Carpathian Wolves – pierwszy album studyjny polskiej grupy muzycznej Graveland. Wydawnictwo ukazało się w 1994 roku nakładem wytwórni muzycznej Eternal Devils. Nagrania zostały zarejestrowane na przełomie kwietnia i maja 1994 roku w Radio PRO FM Studio. 

## Lista utworów
Opracowano na podstawie materiału źródłowego.
1. "Carpathian Wolves (Intro)" (sł. Rob Darken, muz. Rob Darken) - 03:36
2. "Barbarism Returns" (sł. Rob Darken, muz. Rob Darken) - 05:14
3. "In the Northern Carpathians" (muz. Rob Darken) - 01:02
4. "Impaler of Wallachia" (sł. Rob Darken, muz. Rob Darken) - 05:10
5. "Witches' Holocaust" (sł. Rob Darken, muz. Rob Darken) - 08:54
6. "At the Pagan Samhain Night" (sł. Rob Darken, muz. Rob Darken) - 07:38
7. "Unpunished Herd" (sł. Rob Darken, muz. Rob Darken) - 08:12
8. "Into the War (Outro)" (sł. Rob Darken, muz. Rob Darken) - 07:20

## Twórcy
Opracowano na podstawie materiału źródłowego.
| - Robert "Rob Darken" Fudali - wokal, gitara, keyboard - Grzegorz "Karcharoth" Jurgielewicz - gitara, gitara basowa, wokal - Maciej "Capricornus" Dąbrowski - perkusja, melorecytacja | - Andrzej Czubiński - inżynieria dźwięku - Mateusz Karpow - okładka, oprawa graficzna |

## Wydania
| Rok  | Nr katalogowy | Format | Wytwórnia          | Region  | Źródło |
| ---- | ------------- | ------ | ------------------ | ------- | ------ |
| 1994 | ED-1          | CD     | Eternal Devils     | Polska  | [ 3 ]  |
| 1994 | ED-2          | CS     | Eternal Devils     | Polska  | [ 3 ]  |
| 1998 | NC 023        | LP     | No Colours Records | Niemcy  | [ 3 ]  |
| 2001 | NC 023        | CD     | No Colours Records | Niemcy  | [ 3 ]  |
| 2001 | 11 kol        | CS     | Kolovrat           | Ukraina | [ 3 ]  |
| 2008 | NC 023        | LP     | No Colours Records | Niemcy  | [ 3 ]  |